# Raionul Storojineț
Storojineț (în ucraineană Сторожинецький район) era unul din cele 11 raioane din regiunea Cernăuți din Ucraina, cu reședința în orașul Storojineț. A fost înființat în anul 1940 după ocuparea Bucovinei de Nord de către URSS și apoi reînființat în 1944, fiind inclusă în componența RSS Ucrainene. Începând din anul 1991, acest raion făcea parte din Ucraina independentă. A fost desființat în 2020, iar teritoriul său a fost inclus în componența raionului Cernăuți. 
Acest raion avea o suprafață de 1.160 km² și 95.295 locuitori (2001) , inclusiv 59,6 % ucraineni și 37,1 % români. Din componența raionului făceau parte orașele Storojineț și Crasna-Ilschi și 24 comune rurale. În raionul Storojineț se afla cea mai mare așezare majoritar românească din Ucraina - orășelul Crasna-Ilschi .
Înainte de ocuparea Basarabiei și Bucovinei de nord de către Uniunea Sovietică în 1940, teritoriul său a făcut parte din județul Storojineț și din județul Cernăuți ale României.

## Geografie
Raionul Storojineț este situat în partea de sud-vest a regiunii Cernăuți, la granița cu România. În prezent, raionul se învecinează în partea de sud cu România, în partea de vest cu raionul Vijnița, în partea de nord cu raionul Cozmeni și în partea de est cu municipiul Cernăuți și cu raionul Adâncata. 
Raionul Storojineț este frontieră de stat cu România, aici funcționând un punct de trecere a frontierei: 
- Crasna-Ilschi - Vicovu de Sus - punct local de trecere rutier și pietonal, numai pentru cetățenii români și ucraineni cu domiciliul permanent în județele și regiunile de frontieră

Teritoriul raionului se află într-o zonă de colină de la poalele munților Carpați.

## Demografie

### Numărul populației la 1 ianuarie
| 2013    | 2014    | 2015    |
| ------- | ------- | ------- |
| ▲98.451 | ▲98.842 | ▲99.341 |

- Sursă:[1]

### Structura etnolingvistică
Componența lingvistică a raionului Storojineț
     Ucraineană (61,42%)
     Română (35,64%)
     Rusă (1,81%)
     Polonă (1,01%)
     Alte limbi (0,03%)
Componența etnică a populației raionului Storojineț
     Ucraineni (59,59%)
     Români (37,15%)
     Polonezi (1,52%)
     Ruși (1,43%)
     Alte etnii (0,31%)
Conform recensământului din 2001, majoritatea populației raionului Storojineț era vorbitoare de ucraineană (61,42%), existând în minoritate și vorbitori de română (35,64%), rusă (1,81%) și polonă (1,01%).
La recensământul din 1989, raionul Storojineț avea 90.200 locuitori.
Conform recensământului efectuat de autoritățile ucrainene în anul 2001, populația raionului Storojineț era de 95.295 locuitori, fiind împărțită în următoarele grupuri etnice:
- Ucraineni - 56.786 (59,59%)
- Români - 35.402 (37,15%)

(inclusiv Moldoveni - 307 (0,32%))
- Ruși - 1.367 (1,43%)
- Alții - 1.740 (1,83%) [6].[7]

De asemenea, 25% din populația raionului locuia în așezări urbane (23.800 locuitori) și 75% în așezări rurale (71.500 locuitori). Populația vorbitoare de limba română este concentrată în sudul raionului, în jurul orășelului Crasna-Ilschi.
Cele mai populate localități sunt orașele Storojineț - 14.506 locuitori și Crasna - 9.122 și satele Cuciurul Mare - 6.053, Ciudei - 5.265, Bănila pe Siret - 4.012, Pătrăuții de Sus - 3.747, Tișăuți - 3.556, Igești - 3.379, Ropcea - 3.324, Davideni - 3.115 și Pătrăuții de Jos - 3.004.

### Comunitatea românească din raion
Conform recensământului din 1989, locuitorii care s-au declarat români plus moldoveni din raionul Storojineț erau majoritari în următoarele localități :
- Ursoaia - 98,29%
- Igești - 94,85%
- Budineț - 94,22%
- Pătrăuții de Jos - 93,77%
- Crasna-Ilschi - 91,11%
- Ropcea - 91,04%
- Pătrăuții de Sus - 89,95%
- Ciudei - 80,98%
- Crăsnișoara Nouă - 73,65%
- Arșița - 68,68%
- Cireș - 63,40%

Ar mai fi de menționat și faptul că în localitatea Crăsnișoara Veche majoritatea populației este formată din etnici poloni (61,74%).

## Economie
În raionul Storojineț funcționează 15 întreprinderi industriale. 

## Învățământ și cultură
În raionul Storojineț există 51 școli secundare și un internat. Ființează aici o Casă de Cultură cu 500 de locuri, deschisă în 1956 și două biblioteci centrale - pentru adulți și copii. În afară de acestea, mai există 44 cămine culturale, 47 biblioteci școlare și 5 școli de arte.  
De asemenea, funcționează aici 9 spitale, 6 clinici și 31 cabinete medicale) . 

## Localități
Raionul Storojineț este compus din:
- 1 oraș - Storojineț - reședința administrativă
- 1 așezare urbană - Crasna
- 37 sate [10], dintre care: 
  - 24 comune sau selsoviete  astfel:

| - - Bănila pe Siret, - Bobești, - Broscăuții Noi, - Broscăuții Vechi, - Budineț, - Camena, - Cireș, - Ciudei, - Comărești, - Costești, - Crăsnișoara Veche, - Cuciurul Mare, | - - Davideni, - Igești, - Jadova, - Mihalcea, - Panca, - Pătrăuții de Jos, - Pătrăuții de Sus, - Ropcea, - Slobozia Comăreștilor, - Sneci, - Tișăuți, - Trei Movile, |

- - 13 sate, care nu sunt și selsoviete, adică nu au administrație proprie, astfel:

| - - Arșița, - Căbești (Iaseni), - Cosovanca, - Crăsnișoara Nouă, - Dubova, - Dumbrava, - Hlibacioc, | - - Hodilău, - Jadova Nouă, - Spasca, - Ursoaia, - Zabolotie, - Zavoloca |

## Obiective turistice
Pe teritoriul raionului Storojineț se află mai multe obiective turistice:
- Biserica de lemn din Davideni - construită în anul 1786 [11]
- Biserica "Nașterea Sfântului Ioan Botezătorul" din Crasna - construită din zidărie de piatră în anul 1792, de către boierul Alexandru Ilschi
- Biserica de lemn din Jadova - construită în anul 1806 [12]